# Willem II van Namen
Willem II van Namen (1355-1418) was een zoon van markgraaf Willem I van Namen en Catharina van Savoye. Hij was markgraaf van Namen van 1391 tot 1418, in opvolging van zijn vader, en stierf zonder nakomelingen. Hij was in 1384 gehuwd met Maria (1374-), dochter van Robert I van Bar, en in 1393 met Johanna (1372-1456), dochter van Jan VI van Harcourt.

## Voorouders
| Voorouders van Willem II van Namen | Voorouders van Willem II van Namen                                          | Voorouders van Willem II van Namen                                          | Voorouders van Willem II van Namen                                     | Voorouders van Willem II van Namen                                     | Voorouders van Willem II van Namen                                         | Voorouders van Willem II van Namen                                         | Voorouders van Willem II van Namen                                         | Voorouders van Willem II van Namen                                         |
| ---------------------------------- | --------------------------------------------------------------------------- | --------------------------------------------------------------------------- | ---------------------------------------------------------------------- | ---------------------------------------------------------------------- | -------------------------------------------------------------------------- | -------------------------------------------------------------------------- | -------------------------------------------------------------------------- | -------------------------------------------------------------------------- |
| Overgrootouders                    | Gwijde van Dampierre (±1226-1305) ∞ 1265 Isabella van Luxemburg (1247-1289) | Gwijde van Dampierre (±1226-1305) ∞ 1265 Isabella van Luxemburg (1247-1289) | Filips van Artesië (1269-1298) ∞ Blanche van Dreux (1270-1327)         | Filips van Artesië (1269-1298) ∞ Blanche van Dreux (1270-1327)         | ? (-) ∞ 1262 ? (-)                                                         | ? (-) ∞ 1262 ? (-)                                                         | ? (-) ∞ 1260 ? (-)                                                         | ? (-) ∞ 1260 ? (-)                                                         |
| Grootouders                        | Jan I van Namen (1267-1330) ∞ 1309 Maria van Artesië (1291-1365)            | Jan I van Namen (1267-1330) ∞ 1309 Maria van Artesië (1291-1365)            | Jan I van Namen (1267-1330) ∞ 1309 Maria van Artesië (1291-1365)       | Jan I van Namen (1267-1330) ∞ 1309 Maria van Artesië (1291-1365)       | Lodewijk van Savoye Baron van Vaud (-) ∞ Isabelle van Bourgondië-Comté (-) | Lodewijk van Savoye Baron van Vaud (-) ∞ Isabelle van Bourgondië-Comté (-) | Lodewijk van Savoye Baron van Vaud (-) ∞ Isabelle van Bourgondië-Comté (-) | Lodewijk van Savoye Baron van Vaud (-) ∞ Isabelle van Bourgondië-Comté (-) |
| Ouders                             | Willem I van Namen (1324–1391) ∞ 1309 Catharina van Savoye (1312-1388)      | Willem I van Namen (1324–1391) ∞ 1309 Catharina van Savoye (1312-1388)      | Willem I van Namen (1324–1391) ∞ 1309 Catharina van Savoye (1312-1388) | Willem I van Namen (1324–1391) ∞ 1309 Catharina van Savoye (1312-1388) | Willem I van Namen (1324–1391) ∞ 1309 Catharina van Savoye (1312-1388)     | Willem I van Namen (1324–1391) ∞ 1309 Catharina van Savoye (1312-1388)     | Willem I van Namen (1324–1391) ∞ 1309 Catharina van Savoye (1312-1388)     | Willem I van Namen (1324–1391) ∞ 1309 Catharina van Savoye (1312-1388)     |
| Willem II van Namen (1355-1418)    |                                                                             |                                                                             |                                                                        |                                                                        |                                                                            |                                                                            |                                                                            |                                                                            |